# Paroisse Bienheureuse Anuarite de Goma
 (janvier 2025).
La Paroisse Bienheureuse Anuarite  est une paroisse catholique située dans la ville de Goma, en République démocratique du Congo (RDC). partenant à l’archidiocèse de Goma, elle occupe une place centrale dans la vie spirituelle, culturelle et sociale de la communauté catholique locale de Goma.

## Historique
La Paroisse Bienheureuse Anuarite de Goma est une communauté ecclésiale née de la Paroisse Notre-Dame du Mont Carmel. Elle est dédiée à la Bienheureuse Marie-Clémentine Anuarite Nengapeta, une religieuse congolaise née en décembre 1939 à Mandabone, dans la Province Orientale. Anuarite a été assassinée le 1er décembre 1964, devenant ainsi une figure emblématique de foi et de martyre en République Démocratique du Congo.
La paroisse s’engage activement dans la vie spirituelle et sociale de la communauté de Goma, en organisant diverses activités religieuses et sociales pour renforcer les liens entre les fidèles.

## Architecture
- Les matériaux de construction (briques, béton, pierre, bois).
- La disposition intérieure : nef principale, chapelles annexes, autel, vitraux.
- Décorations religieuses (statues, fresques, mosaïques)[3].

Elle se distingue par :
- des façades photographiques représentant des scènes bibliques et des symboles de Marie-Clémentine Anuarite Nengapeta ;
- un clocher majestueux ;
- un intérieur spacieux, conçu pour favoriser le recueillement et l'adoration, avec une décoration sobre et élégante.

## Rôle pastorale
La Paroisse Bienheureuse Anuarite de Goma est une communauté catholique dédiée à la foi, au service et à l’évangélisation. En tant que paroisse, son rôle pastoral inclut  :
- Célébration des sacrements : Organisation de messes, baptêmes, confirmations, mariages et autres sacrements pour nourrir la foi des fidèles.
- Catéchèse : Enseignement religieux pour les enfants, les jeunes et les adultes en vue de leur croissance spirituelle.
- Accompagnement spirituel : Soutien et guidance pour les fidèles dans leur parcours de foi à travers des confessions, retraites et prières.
- Actions sociales : Œuvres caritatives pour venir en aide aux plus démunis, notamment en matière de santé, d’éducation et d’assistance aux familles vulnérables[5].
- Animation de groupes et mouvements : Encadrement des associations comme les chorales, les mouvements de jeunes, les groupes de prière, etc.
- Promotion de la paix et de la réconciliation : Sensibilisation et soutien dans un contexte de défis sociaux pour renforcer la fraternité et la solidarité au sein de la communauté.

Cela fait d’elle un lieu de rassemblement et de témoignage chrétien pour les habitants de Goma et ses environs.

## Adresse
La Paroisse Bienheureuse Anuarite est situé dans la ville de Goma, province du Nord-Kivu, en République Démocratique du Congo.